# 史根治
史根治（1965年1月—），男，河南尉氏人，中华人民共和国政治人物。中央党校政治经济学研究生学历。曾任许昌市长和市委书记。

## 生平
1981年9月参加工作，1983年10月加入中国共产党。
1997年11月，任中共杞县县委副书记；1999年1月，任开封市南关区区长；2002年3月，任兰考县县长；2002年12月，任中共通许县委书记。
2006年3月，任周口市副市长。2011年4月，任中共周口市委常委、副市长；2011年8月，任中共周口市委常委、秘书长。
2014年3月，任中共商丘市委常委、常务副市长。
2018年1月，任中共许昌市委副书记；2019年3月，任许昌市市长。2021年7月，任中共许昌市委书记。
2025年1月，因涉嫌严重违纪违法，接受河南省纪委监委纪律审查和监察调查。